# Felix Kreissler
Felix Kreissler (* 1. August 1917 in Wien-Meidling; † 24. Oktober 2004 in Montreuil) war ein österreichisch-französischer Historiker.

## Leben
Er engagierte sich bereits als Schüler gegen die austrofaschistische Diktatur. Aus diesem Grund wurde er im Alter von 17 Jahren verhaftet und als Folge dessen kurz vor der Matura von allen österreichischen Mittelschulen ausgeschlossen. 1937 emigrierte er vorerst alleine nach Frankreich, ein Teil seiner Familie folgte kurz nach dem Anschluss Österreichs 1938.
In Frankreich schloss sich Kreissler der Résistance an und wurde auch hier immer wieder verhaftet, er konnte jedoch jedes Mal fliehen. Nicht so bei seiner vierten Verhaftung, bei der er ins Gestapogefängnis in Lyon gebracht wurde. Jedoch konnte man ihm in den Verhören nicht einmal seine wahre Identität entlocken und so wurde er als Le Brun in das KZ Buchenwald gebracht. Er überlebte diese schreckliche Zeit mithilfe seiner Mithäftlinge und heiratete 1945 in Paris Denise, die gleichzeitig mit ihm verhaftet wurde und das Frauen-KZ Ravensbrück überlebte.
Noch im selben Jahr schloss er sich der Österreichischen Freiheitsfront in Frankreich an, die Emigranten die Rückkehr nach Österreich ermöglichte. Er selbst kam 1947 zurück nach Wien. Hier begann er im Programm „Russische Stunde“ der RAVAG zu arbeiten, zunächst als stellvertretender Leiter, ab 1950 bis 1952 als deren Leiter. Danach war er als Redakteur beim Österreichischen Friedensrat und beim Zentralorgan der KPÖ Österreichische Volksstimme beschäftigt.
1959 begann Kreissler in Frankreich zu studieren und brachte es zu drei Doktor-Titeln. Nach Abschluss seiner Studien war er in Rouen maßgeblich am Aufbau des Instituts für Germanistik beteiligt. In der weiteren Folge gründete er das CERA (Centre d’Études et de Recherches Autrichiennes) sowie die Zeitschrift Austriaca. Durch seine Tätigkeiten brachte es Kreissler zu großem Ansehen, sowohl in französischen als auch in österreichischen wissenschaftlichen Kreisen.
Die folgenden Jahre verbrachte er größtenteils mit dem Verfassen von Aufsätzen über das Zeitgeschehen in Österreich sowie begleitenden Vorträgen.
In der 2000 gegründeten neuen Regierung in Österreich (ÖVP/FPÖ) sah er die Gefährdung seines gesamten Lebenswerks, das dem positiven Ansehen Österreichs in Frankreich gewidmet war. Aus diesem Grund betätigte sich der bereits 83-jährige Kreissler wieder politisch und fiel durch Äußerungen im Rahmen der Verleihung des Bruno-Kreisky-Preises für das politische Buch auf. Seine Ablehnung gegenüber dieser Regierung ging so weit, dass er seit deren Gründung Subventionen für sein Österreichzentrum an der Universität Rouen ablehnte.